# Анадиплосис
Анади́плосис (от др.-греч. ἀναδίπλωσις «сдвоенность») — повторение одного или нескольких слов таким образом, что последнее слово или фраза первой части отрезка речи повторяется в начале следующей части. Тем самым они связываются в единое целое. По современной стихологической терминологии — повторение конца стиха в начале следующего. Приём известен с древних времен.
Неоднократно встречается в библейских псалмах:

…откуда придет помощь моя.

Помощь моя от Господа…
— Пс. 120:1—2

Вот, стоят ноги наши во вратах твоих, Иерусалим, —

Иерусалим, устроенный как город, слитый в одно…
— Пс. 121:2—3

…поток прошел бы над душею нашею;

прошли бы над душею нашею воды бурные.
— Пс. 123:4—5

Душа моя ожидает Господа более, нежели стражи — утра, более, нежели стражи — утра.

Да уповает Израиль…
— Пс. 129:6—7
Примеры анадиплосиса в народной русской поэзии:

Станем-ка, ребята, челобитную писать,

Челобитную писать, во Москву посылать.

Во Москву посылать, царю в руки подавать.

На кресте сидит вольна пташечка,

Вольна пташечка бор-кукушечка

Высоко сидит, далеко глядит.

Далеко глядит за сине море.

Целовал он ей руки белые,

Руки белые, пальцы тонкие,

Пальцы тонкие в золотых перстнях.

Пример анадиплосиса в русской книжной поэзии:

Я на башню всходил, и дрожали ступени.

И дрожали ступени под ногой у меня.
— К. Бальмонт
При сжимании анадиплосиса получим начальную рифму.